# Bill és Ted zseniális kalandja
A Bill és Ted zseniális kalandja (eredeti cím: Bill & Ted's Excellent Adventure, az első szinkronos változatban Bill és Ted oltári kalandja) 1989-ben bemutatott amerikai zenés sci-fi-filmvígjáték, melyet Chris Matheson és Ed Solomon forgatókönyvéből Stephen Herek rendezett. A főbb szerepekben Keanu Reeves, Alex Winter és George Carlin látható.
A történet szerint két fiatal zenészt egy rejtélyes idegen segít ki, hogy ne bukjanak meg a történelemvizsgán, méghozzá egészen speciális módon: időutazás segítségével.
Az Amerikai Egyesült Államokban 1989. február 17-én mutatták be a mozikban az Orion Pictures forgalmazásában. Két folytatás követte: a Bill és Ted haláli túrája (1991) és a Bill és Ted – Arccal a zenébe (2020).

## Cselekmény
2688-ban a Föld egy utopisztikus társadalomban létezik, mely két nagy személy zenéje és filozófiája által inspirálódva jött létre. Egy embert, Rufust, azzal küldenek vissza ennek a kornak a vezetői 1988-ba, a kaliforniai San Dimasba, hogy segítsen a helyes útra terelni kettejüket. A két diák, Bill S. Preston "Őméltósága", és Theodore "Ted" Logan (röviden Bill és Ted) bukásra állnak történelemből. Gyatra eredményeik miatt tanáruk válaszút elé állítja őket: vagy összehoznak a másnapi vizsgára egy épkézláb feleletet, vagy megbuktatja őket, és ez egyenlő lenne a barátságuk és zenei karrierjük végével is (Tedet ugyanis az apja egy alaszkai katonai iskolába akarja íratni, ha megbukik, és így alakulófélben lévő együttesük, a Vad Csődörök is feloszlana).
Aznap este váratlanul egy telefonfülke jelenik meg előttük a semmiből, benne Rufusszal, aki elmondja, hogy a jövőben az együttesük, a Vad Csődörök zenéje lesz az, amely hatására létrejön egy társadalmi utópia és a világbéke. Ez azonban nem fog megvalósulni, ha most megbuknak a vizsgán. Egy időgép segítségével Rufus lehetőséget nyújt számukra, hogy a történelmi személyiségeket személyesen hallgassák meg, és ebből állítsanak össze egy csillagos ötöst érő feleletet. Eleinte bizalmatlanok, de amikor váratlanul megjelenik egy másik időgép, és abból ők szállnak ki, a jövőbeli Bill és Ted sikeresen győzik meg saját magukat, hogy fantasztikus kalandok várnak rájuk. Mielőtt a jövőbeliek távoznának, bizalmasan feltesznek Rufusnak egy kérdést, ez idő alatt Bill és Ted eldöntik, hogy belevágnak a dologba.
Először 1805-be kerülnek vissza, Ausztriába, ahol Bonaparte Napóleon épp a francia hadsereget vezeti. Ez csak egy példa-utazás volt, teljesen véletlenül azonban magukkal viszik Napóleont is a jelenbe. Ahogy visszaérkeznek, Rufus otthagyja őket, de előbb elmond egy figyelmeztetést: az idő ugyanúgy telik, miközben utaznak, tehát ha megvannak a kívánt személyek, még vissza kell érniük és meg kell írniuk a dolgozatot. Ekkor veszik észre, hogy Napóleont magukkal hozták, és innen jön az ötlet, hogy ne csak hallgassák a történelmi személyiségeket, hanem hozzák is őket magukkal. A császárt Ted öccsére, Deacon-re bízzák, majd elindulnak.
Előbb a vadnyugaton kötnek ki, ahol Billy, a Kölyök megmentése után magukkal viszik őt, majd Szókratész következik az ókori Görögországból. Ezután a középkori Angliába kerülnek, ahol az angol király két lányával, Joannával és Elizabeth-tel kerülnek romantikus kapcsolatba. Amikor ez kitudódik, a király éktelen haragra gerjed, és le akarja fejeztetni őket. Billy és Szókratész menti meg őket. Sikerül meglépniük az időgéppel, de az megsérül. Váratlanul a jövő világában kötnek ki, ahol meglepődve tapasztalják, hogy istenítik őket. Szólnak hozzájuk pár kedves szót, majd továbbállnak.
Mivel azt hiszik, hogy rengeteg idejük van hátra, nekilátnak, hogy még több hírességet gyűjtsenek be. Így kerül melléjük Sigmund Freud, Ludwig van Beethoven, Jeanne d'Arc, Dzsingisz kán és Abraham Lincoln. Mikor elfogy az összes hely a telefonfülkében, észreveszik, hogy az megsérült, és a prehisztorikus múltba keveredve megjavítják azt, majd hazamennek. Csakhogy nem a megfelelő helyen és időben kötnek ki, hanem ott és akkor, ahol elindultak, látván múltbeli énjeiket is. Miután meggyőzik múltbeli énjeiket, hogy vágjanak bele a kalandba, megtudják Rufustól, hogy eggyel nagyobb számot kell tárcsázni és akkor minden rendben lesz. Így is tesznek, de még mielőtt befejezhetnék a dolgozatot, Bill mostohaanyja, Missy, befogja őket egy kis házimunkára. Ezután megkeresik Napóleont, akit Deacon magára hagyott – nem máshol találják meg, mint a Waterloo vízicsúszdaparkban.
Ezután a bevásárlóközpontba mennek, ahol a történelmi alakok jó nagy galibát okoznak. Mindannyiukat letartóztatja Logan százados, Ted apja. Az időutazás előnyeit kihasználva Bill és Ted kiszabadítják őket, és még éppen időben érkeznek az iskolába, hogy egy rögtönzött előadással bemutassák a vendégeiket. A felelet nagyszerűre sikerül, így mindketten ötöst kapnak és megmenekülnek a bukástól. Miután mindenkit magukkal vittek a saját idejükbe, Rufus elhozza nekik Joannát és Elizabeth-et. A belépésükkel a Vad Csődörök is újra megalakul – igaz, a zenélés egyelőre nem igazán megy nekik.

## Szereplők
| Főszereplő                 | Színész             | 1. magyar hang   | 2. magyar hang   | 3. magyar hang  |
| -------------------------- | ------------------- | ---------------- | ---------------- | --------------- |
| Ted "Theodore" Logan       | Keanu Reeves        | Boros Zoltán     | Minárovits Péter | Markovics Tamás |
| Bill S. Preston Őméltósága | Alex Winter         | Minárovits Péter | Boros Zoltán     | Berkes Bence    |
| Rufus                      | George Carlin       | Kristóf Tibor    | Tordy Géza       |                 |
| Bonaparte Napóleon         | Terry Camilleri     |                  | Kerekes József   |                 |
| Billy, a Kölyök            | Dan Shor            | Sztarenki Pál    | Fesztbaum Béla   |                 |
| Szókratész                 | Tony Steedman       |                  |                  |                 |
| Sigmund Freud              | Rod Loomis          | Garai Róbert     | Fülöp Zsigmond   |                 |
| Dzsingisz kán              | Al Leong            |                  |                  |                 |
| Jeanne d'Arc               | Jane Wiedlin        |                  |                  |                 |
| Abraham Lincoln            | Robert V. Barron    |                  | Koncz István     |                 |
| Ludwig van Beethoven       | Clifford David      |                  |                  |                 |
| Logan százados             | Hal Landon Jr.      | Csuja Imre       | Rudas István     | Breyer Zoltán   |
| Mr. Ryan                   | Bernie Casey        | Imre István      | Varga Tamás      |                 |
| Missy                      | Amy Stock-Poynton   | Dudás Eszter     | Ábrahám Edit     |                 |
| Mr. Preston                | J. Patrick McNamara | Uri István       | F. Nagy Zoltán   |                 |
| Joanna hercegnő            | Diane Franklin      |                  |                  | Vadász Bea      |
| Elizabeth hercegnő         | Kimberley Kates     | Roatis Andrea    |                  | Molnár Ilona    |

A film a kilencvenes évek elején még mint Bill és Ted oltári kalandja jelent meg Magyarországon, az HBO forgalmazásában. Ennek a szinkronja és a szövegezése azonban hagyott maga után némi kívánnivalót, s ezért később hozzáigazították a szinkront a Bill és Ted haláli túrájá-hoz. Így lett az új cím Bill és Ted zseniális kalandja, és ezt a változatot már a TV3 mutatta be. A 2000-es évek végén az MGM készített egy harmadik szinkront is a filmhez.

## A film készítése
1987-ben kezdték el forgatni az arizonai Phoenixben, főként a scottsdale-i Coronado Középiskolában. Az iskola rendezvénytermét, ahol Bill és Ted az előadásukat tartották, a 2005-2007-es felújításkor elbontották, azonban az egyedi tetőt és a  bejáratnál a falon kidolgozott mozaikot megmentették, és az új teremben újjáépítették. Bizonyos belső részeket az East High School középiskolában vettek fel, amelyet 2002-ben szintén elbontottak. A középkori angliai kastély-jelenetet az Olaszországban, Lazióban található Orsini-Odescalchi kastélyban vették fel. A helyszínek közül mindössze egy volt ténylegesen San Dimas-ban, ez pedig a vízicsúszda-park.
A forgatás elhúzódott, így a film megjelenése is, mivel a De Laurentiis Entertainment Group, amely forgalmazta volna a filmet, időközben csődbe ment. A Nelson Entertainment és az Orion Pictures ekkor vette meg a jogokat és mutatta be egy éves késéssel, 1989-ben.
Az eredeti forgatókönyvben sok minden másként szerepelt. Rufus eredetileg 28 éves lett volna, és olyan szereplőkért ment volna vissza Bill és Ted a múltba, mint Nagy Károly, Babe Ruth, és egy közönséges paraszt, John (aki a stáblistában mégis szerepel). Eredetileg a főszerepben is 14 év körüli, fiatal rocker srácokat képzeltek el. Az időgép egy 1969-es Chevrolet furgon lett volna, de a túlzott hasonlóság miatt a Vissza a jövőbe-trilógiával ezt elvetették. Helyette a Ki vagy, doki? című sorozatban a TARDIS-ra emlékeztető telefonfülkére esett a választás.
A filmben komputergenerált animációt is használtak, az időutazás megjelenítéséhez.
Ed Solomon és Chris Matheson, a film írói, szerepelnek is a filmben, méghozzá abban a jelenetben alakítják a pincéreket, amikor Napóleon a fagylaltozóban van.
A Rufus szerepét játszó George Carlin helyett Stevie Salas gitározik a zárójelenetben.

## Fogadtatás
A film 10 millió dolláros költségvetésének körülbelül a négyszeresét hozta vissza. A kritikusok véleménye vegyes volt, sokan kritizálták, hogy a történelmi hősök nagyon egysíkúak voltak és nem kerültek részletesebben bemutatásra, ugyanakkor dicsérték a két főszereplő párbeszédeit és ahogy szuperlatívuszokban, illetve kulturális utalásokkal beszéltek.

## Folytatások
1990-ben egy rövid életű rajzfilmsorozatot mutattak be, ahol a főszereplők szinkronizálták a karaktereket a CBS-en vetített első évadban. A nyolcrészes második évadot már a Fox Kids adta le, és itt már az 1992-ben bemutatott hétrészes tévésorozatban szereplő színészek szinkronizáltak. A DC Comics a film VHS-megjelenését követően kiadott egy 12 számos képregényt is. A filmhez csak lazán kapcsolódó Game Boy, NES, és Atari Lynx játékok készültek, valamint 1991-ben már ahhoz jobban kötődőek PC-re, Amigára és Commodore 64-re.
A film közvetlen folytatása, a Bill és Ted haláli túrája 1991-ben jelent meg. Szó volt arról is, hogy készül egy harmadik film, egy forgatókönyvet is írtak, azonban az előkészületeken túl ez a terv sosem jutott. Sokáig városi legendaként élt, hogy az 1996-os "Kő kövön" című filmhez használták fel a megírt sztorit, azonban ezt Alex Winter tagadta. 2010-ben aztán Keanu Reeves elmondta egy interjúban, hogy Solomonnal és Mathesonnal már megírták egy új forgatókönyv vázlatát. Ez 2012-re el is készült, és a szereplők húsz év alatti változását követte le. A második filmben szereplő Halál karakterét ebből kihagyták. Az MGM, amely a jogokkal rendelkezik, hosszú ideig nem adta meg a zöld jelzést a forgatást illetően, ez idő alatt viszont rendre zajlottak az előkészületek. 2018-ban bejelentették, hogy a Bill és Ted – Arccal a zenébe címre hallgató harmadik film Dean Parison rendezésében hivatalosan is készül, melyet végül 2020-ban mutattak be.

## Popkulturális utalások
- Amikor az ókori Görögországban filozofálnak, úgy barátkoznak össze Szókratésszal, hogy az alábbi bölcsességet mondják neki: "az ember csak homok a szélben, haver". Ez a Kansas együttes "Dust in the Wind" című számára utal.
- A középkori Angliában járva, amikor bebújnak a vaspáncélba, az Iron Maiden együttesre tesznek utalást.
- A dolgozatban szereplő állítás, miszerint "Lincoln egy nyolchengeres manus" arra utal, hogy a történelmi személyiség helyett a gépjárműtípusra gondoltak.

## Filmzene
1989. február 17-én megjelent a filmben elhangzó dalok gyűjteménye CD-n. Ezen a következő számok hallhatóak:
1. Extreme – Play With Me
2. Vital Signs – The Boys And Girls Are Doing It
3. Glen Burtnick – Not So Far Away
4. Tora Tora – Dancing With A Gypsy
5. Shark Island – Father Time
6. Big Pig – I Can't Break Away
7. Shark Island – Dangerous
8. Bricklin – Walk Away
9. Robbie Robb – In Time
10. Power Tool – Two Heads Are Better Than One

Ezeken kívül az alábbi dalok hangzottak el a filmben:
- Range War – No Right to Do Me Wrong
- Rori – Party Up
- Stevie Salas – Bad Guitar
- Hands of Flutes – Carlin's Solo
- Warrant – Game of War